# كلية الآثار والسياحة (الجامعة الأردنية)
كلية الآثار والسياحة في الجامعة الأردنية هي كلية إنسانية تابعة للجامعة الأردنية في عمّان، الأردن. تأسست الكلية عام 2012، فهي أحدث كلية في الجامعة. تضم الكلية ثلاثة أقسام، وهم: قسم الاثار، وقسم إدارة المصادر التراثية وصيانتها، وقسم الادارة السياحية «الإرشاد والتطوير السياحي سابقًا».

## عمداء الكلية
أدناه قائمة بعمداء الكلية:.
| # | اسم العميد          | سنة استلام المنصب | سنة الانتهاء من المنصب |
| - | ------------------- | ----------------- | ---------------------- |
| 1 | أ.د. لطفي خليل      | 2008              | 2010                   |
| 2 | أ.د. نبيل خيري      | 2010              | 2012                   |
| 3 | أ.د. نزار الطرشان   | 2012              | 2013                   |
| 4 | أ.د. ميسون النهار   | 2013              | 2017                   |
| 5 | د. ندى الروابدة     | 2017              | 2021                   |
| 6 | أ.د. محمود عرينات   | 2021              | 2023                   |
| 7 | د. اسماعيل ابوعامود | 2023              | 2023                   |
| 8 | أ.د. زياد الرواضية  | 2023              | الى الآن               |